# Klovaharun

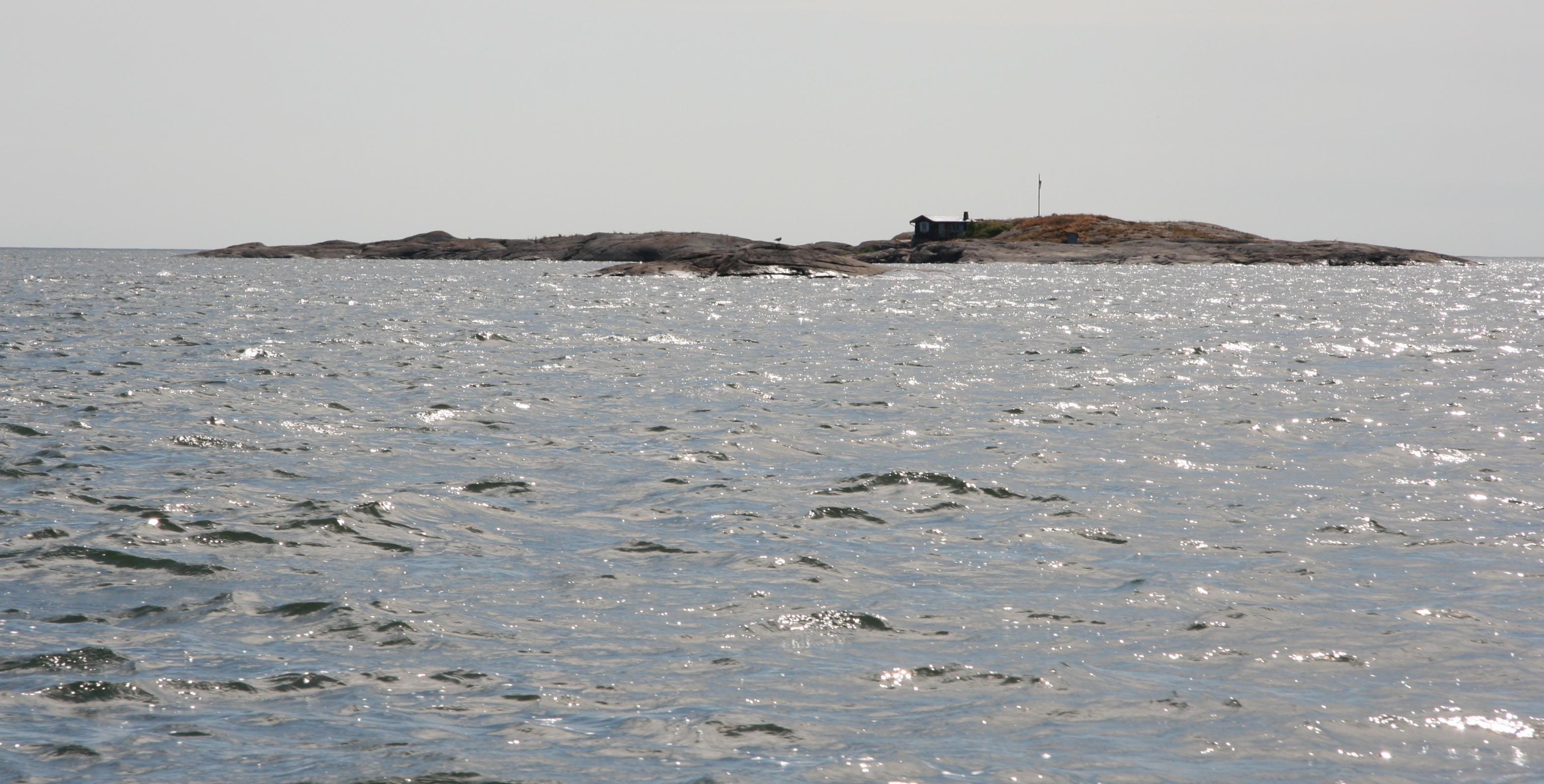
Klovharu vue de la mer en 2010.

Klovharu ou Klovaharun est un îlot de l`archipel de Pellinki en Finlande,.

## Description

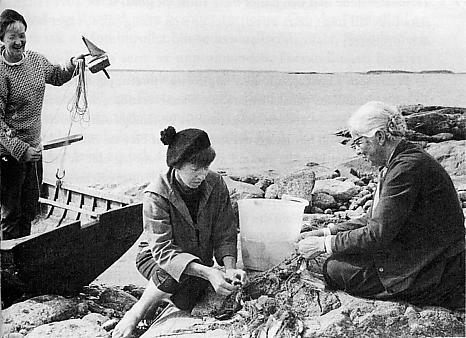
Tuulikki Pietilä, Tove Jansson et Signe Hammarsten-Jansson à Klovharu en 1958.

Klovaharun est située au sud-ouest de Pellinki.
L'île de Klovaharun appartient aux villages d'Österby et de Söderby.
En 1964, Tove Jansson et sa compagne Tuulikki Pietilä firent construire sur cet îlot rocheux un chalet et y passèrent leurs étés jusqu'en 1998,.
En 1995, Tove Jansson donnera le chalet à une association de  Pellinki qui le loue pendant la période estivale afin de payer son entretien.